# Rotimi Babatunde
Rotimi Babatunde est un écrivain nigérian. Il vit à Ibadan, dans l'État d'Oyo. En 2012, il a reçu le prix Caine pour sa nouvelle « Bombay Republic » au sujet d'un soldat nigérian combattant en Birmanie pendant la Seconde Guerre mondiale. 
En 2014, il a été sélectionné parmi les 39 auteurs africains sub-sahariens de moins de quarante ans les plus prometteurs (sélection Africa39, dans le cadre de la capitale mondiale du livre 2014 à Port Harcourt). Il est connu en particulier pour ses pièces de théâtre ; certaines d'entre elles ont été jouées à l'Institute of Contemporary Arts de Londres, par le Riksteatern en Suède et à l'Halcyon Theatre de Chicago, et diffusées par le BBC World Service.

## Œuvres
- An Infidel In The Upper Room, Royal Court Theatre Downstairs, London (lecture), 2006.
- The Bonfire Of The Innocents (Elddopet), Riksteatern, Stockholm, 2008.
- A Shroud For Lazarus, Halcyon Theatre, Chicago, 2009.
- Feast, Young Vic Theatre, 2013